# Krabbentaucher
Der Krabbentaucher (Alle alle) ist ein Vogel aus der Familie der Alkenvögel (Alcidae) und die einzige Art in der Gattung Alle. Er ist der kleinste Alkenvogel, der im Atlantik lebt, und unter anderem durch den kurzen Schnabel gekennzeichnet. Krabbentaucher brüten in großen Kolonien in der Arktis und können im Winter bis in die Nordsee ziehen.

## Merkmale
Krabbentaucher sind mit einer Körperlänge von 19 bis 21 Zentimetern und einer Flügelspannweite von 34 bis 38 Zentimetern etwa halb so groß wie Papageitaucher. Sie haben ein Gewicht von 130 bis 160 Gramm. Abgesehen von der Schnabellänge besteht wenig Unterschied zwischen den beiden Geschlechtern. Männchen sind allerdings zwischen 2,4 und 16,6 Prozent schwerer als brütende Weibchen.
Bei adulten Krabbentauchern im Prachtkleid sind der Kopf, der Hals, die obere Brust, die Oberseite des Rumpfes und die Oberseite der Flügel schwarz, die Unterseite des Rumpfes und die Unterschwanzdecken weiß und die Unterseite der Flügel grau. Die Schulterfedern sind weiß gerandet. Der Schwanz ist ebenso wie der schwarze Schnabel sehr kurz. Im Winter sind die Kehle und die vordere Seite des Halses, die Brust und die Seiten des Kopfes bis zu den schwarzen Wangen weiß. Die Iris ist schwarz und die recht kurzen Beine grau.
Der Flug ist geradlinig mit schnellen, schwirrenden Flügelschlägen. Zwischen den Tauchgängen liegt er mit hängenden Flügeln und eingezogenem Hals sehr tief im Wasser.

## Stimme
Der Krabbentaucher ist während der Brutzeit in den Kolonien sehr ruffreudig, ansonsten meistens stumm. Der Ruf ist ein zwitscherndes, schnatterndes und in Gelächter endendes „krii-ek ak ak ak ak“, womit in Kolonien ein brummender Chor erzeugt wird. Der Warnruf im Flug ist ein heulendes „huhuhuhuhu…“.

## Lebensraum und Verbreitung

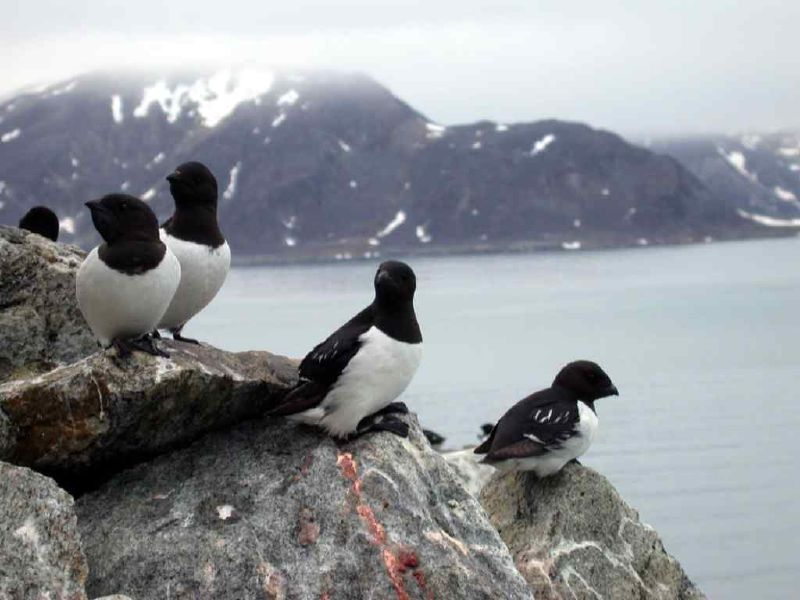
Krabbentaucher im Prachtkleid

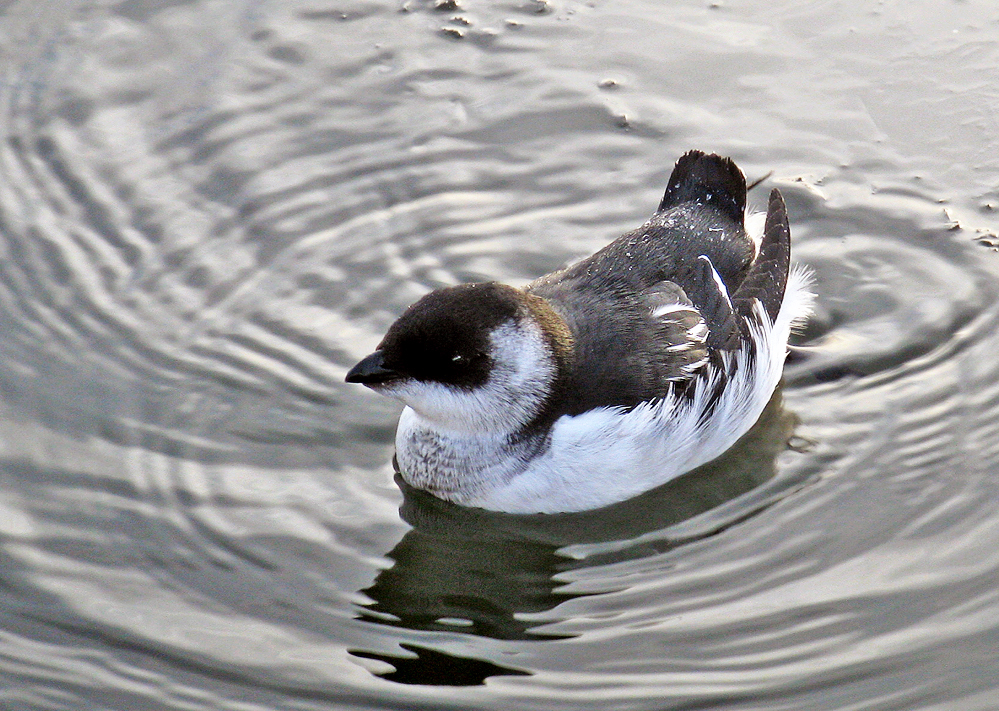
Krabbentaucher im Schlichtkleid

Krabbentaucher brüten in großen Kolonien in der Arktis auf steilen Küstenklippen und küstennahen Berghängen. Ihre Kolonien liegen zwischen dem 68. und 82. nördlichen Breitengrad. Die größten Brutkolonien finden sich in der Thule-Region im Nordwesten Grönlands sowie auf Spitzbergen. Die dort befindlichen Brutvögel repräsentieren etwa 90 Prozent der weltweit brütenden Krabbentaucher. Kleinere Kolonien finden sich im Osten Grönlands in Upernavik und Scoresbysund sowie auf dem Franz-Josef-Land, Nowaja Semlja und Sewernaja Semlja. Weitere Kolonien finden sich in der Baffin Bay, auf Island, Jan Mayen und der Bäreninsel. Eine sehr kleine isolierte Population findet sich in der Beringstraße, die anscheinend auch brütet. Der Bestand dieser pazifischen Population wird allerdings auf weniger als 1000 Vögel geschätzt. Nichtbrütende Vögel erreichen während des Sommers und Herbst die kanadische Arktis und dringen bis in den Nordwesten der Hudson Bay sowie den Norden des Foxe Basin vor.
Während des Winterhalbjahrs kommen Krabbentaucher von der Grenze des Treibeises südlich von Nova Scotia im Westen des Atlantiks bis nach Großbritannien im Osten vor. Ausnahmegäste erreichen in dieser Zeit sogar die Azoren und Florida. Krabbentaucher werden immer wieder in großer Zahl auf Binnengewässern beobachtet. Dies kommt vor allem im Nordosten der USA verhältnismäßig häufig vor. Zu solchen Irrgästen kommt es überwiegend in den Monaten November bis Dezember und dann häufig mehrere Jahre hintereinander. In Großbritannien waren Krabbentaucher im Binnenland vor allem im Jahr 1895 und 1912 zu beobachten. Auffallend war dabei, dass im Jahr 1895 zunächst eine große Zahl Weibchen und erst später Männchen beobachtet wurden. Dies weist auf ein geschlechtsdifferenziertes Überwinterungsverhalten hin. Die Ursachen für das Auftauchen von Krabbentauchern auf Binnenlandgewässern sind nicht vollständig klar; ungünstige Windverhältnisse können eine Rolle spielen, aber möglicherweise auch Veränderungen im Nahrungsangebot.
Es gibt zwei Unterarten, die auf arktischen Inseln brüten: A. a. alle kommt auf Grönland, Spitzbergen sowie Nowaja Semlja vor. A. a. polaris brütet auf Franz-Josef-Land.

## Fortpflanzung
Krabbentaucher sind Koloniebrüter, wobei die Koloniegröße zwischen 1000 und mehreren Millionen Brutpaaren variieren kann. Die Brutkolonien finden sich gewöhnlich an Felsküsten mit einer Neigung von 25 bis 35 Grad. Krabbentaucher nutzen aber auch Berghänge, die sich bis zu 30 Kilometer im Inland befinden können. Die Nester werden bis zu einer Höhe von 400 Meter über Meeresniveau errichtet. Innerhalb der Kolonien lassen sich Subkolonien unterscheiden, die Gruppen von einigen Dutzend bis mehreren tausend Brutpaaren umfassen können. Die Vögel dieser Subkolonien neigen dazu, in Schwärmen zusammenzubleiben. Grundsätzlich starten oder landen sie synchron zueinander, ohne dass sich ein synchronisiertes Verhalten mit anderen Subkolonien feststellen lässt. Das Gelege besteht nur aus einem Ei. Im Westen Grönlands schlüpfen aus 65 Prozent der Eier Jungvögel und von diesen fliegen 77 Prozent aus.
Das Nest wird auf Geröllfeldern errichtet und liegt häufig in Spalten bis zu einem Meter unterhalb des Bodens. Pro Quadratmeter finden sich 0,3 bis 1 Nest. Das einzelne Ei, aus dem das Gelege besteht, wird in eine Mulde aus kleinen Kieseln gelegt, die von außen eingetragen worden sein können. Ein auffälliger Felsen in der Nähe des Nestes wird sowohl für Balzverhalten als auch als Startplatz für Flüge genutzt und energisch gegenüber anderen Krabbentauchern verteidigt.

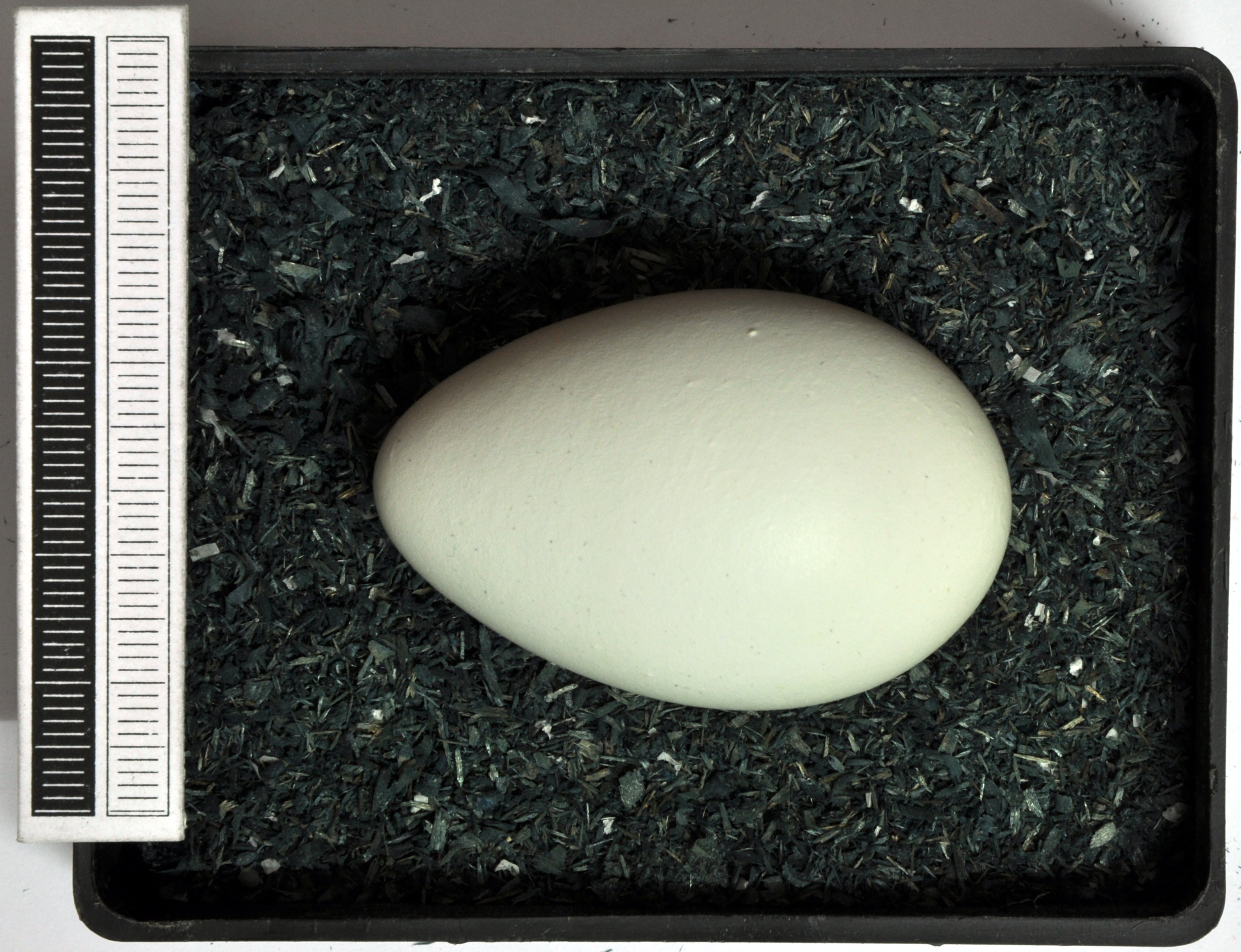
Ei (Sammlung Museum Wiesbaden)

Das Ei wird gewöhnlich im Juni gelegt. Es wird von beiden Elternvögel bebrütet, die sich durchschnittlich vier Mal am Tag beim Brutgeschäft abwechseln. Die Brutdauer beträgt durchschnittlich 29 Tage. Die Jungvögel benötigen in der Regel zwei bis vier Tage und gelegentlich sogar bis zu sieben Tage, um aus dem Ei zu schlüpfen. Während ihrer ersten zwei Lebenstage werden sie ununterbrochen gehudert, danach mit Unterbrechungen für einen Zeitraum von bis zu zehn Tagen. Sie werden durchschnittlich vier bis sechs Mal gefüttert. Das Weibchen bringt in den ersten Lebenstagen des Nestlings den größten Teil der Nahrung herbei, ab dem fünften Lebenstag übernimmt das Männchen allein die Fütterung des Nestlings.
Die Jungvögel der Krabbentaucher wachsen sehr schnell heran. Die Konturfedern wachsen bereits ab dem 9. Lebenstag und am 15. Lebenstag ist das Daunengefieder am Kopf sowie weitgehend vom Rücken und den Flügeln verschwunden. Die Nestlingszeit beträgt auf Grönland durchschnittlich 28,3 Tage, auf Spitzbergen 27. Gewöhnlich fliegt der Jungvogel vom Niststandort in der Dunkelheit fort und wird dabei von einem oder mehreren adulten Vögeln begleitet. Das Verlassen der Brutkolonie durch die Jungvögel verläuft weitgehend synchronisiert und die meisten Jungvögel sind innerhalb von zwei oder drei Tagen aus der Brutkolonie verschwunden. Die Rufe der Jungvögel scheinen die Ursache für das synchronisierte Verlassen der Brutkolonie zu sein. Während sie die Kolonie verlassen, sind die Jungvögel einem hohen Prädatorendruck durch Schmarotzerraubmöwen und Eismöwen ausgesetzt.
Auf See wird das Küken ebenfalls von einem adulten Vogel begleitet, vermutlich handelt es sich dabei um den männlichen Elternvogel. Es konnte bisher allerdings nicht sicher ermittelt werden, ob der adulte Vogel den Jungvogel auf See noch füttert oder ihn nur in geeignete Nahrungsgründe begleitet.

## Nahrung
Krabbentaucher fangen ihre Nahrung unter Wasser. Hauptsächlich fressen sie Zooplankton in einer Größe zwischen weniger als 3 und 30 Millimeter sowie Fischbrut. Meist sammeln sich Krabbentaucher zu großen Schwärmen, bevor sie auf Nahrungssuche gehen. Fern der Küste sind sie häufig weit verstreut, dagegen halten sie sich in dichten Schwärmen in der Nähe von Küstengewässern auf. Krabbentaucher werden gelegentlich bis zu 100 Kilometer von den Brutkolonien beobachtet. Krabbentaucher, die jedoch Nestlinge groß ziehen, halten sich in einem Umkreis von 20 Kilometern von der Brutkolonie auf und entfernen sich in der Regel nicht mehr als fünf Kilometer. Die bislang beobachteten Tauchgänge sind sehr kurz und betrugen im Durchschnitt 24,5 Sekunden. Während der Tauchgänge legen sie unter Wasser Strecken bis zu 25 Meter zurück.

## Bestand und Gefährdung

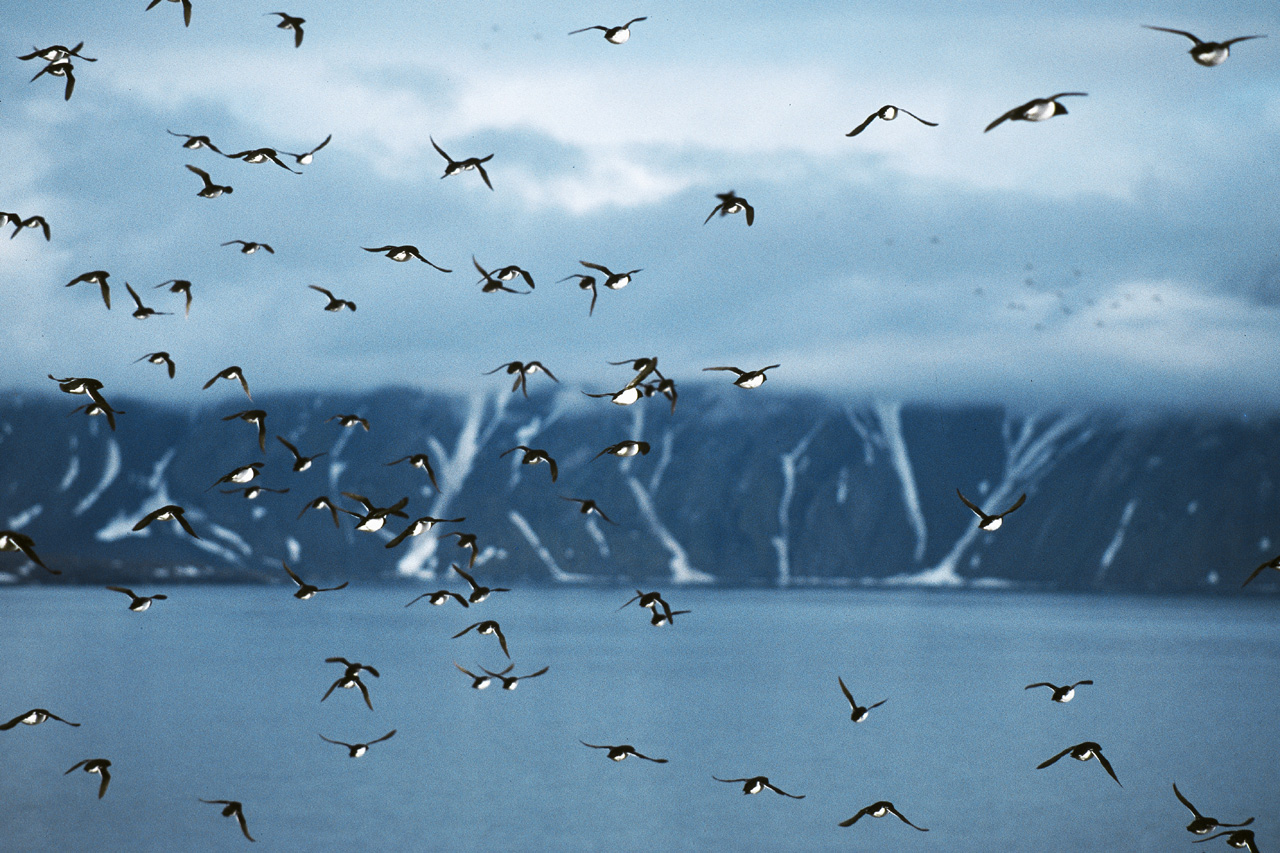
Fliegende Krabbentaucher

Die Bestandserfassung der in großen Kolonien brütenden Krabbentaucher ist schwierig. Schätzungen der in Thule befindlichen Kolonie variieren zwischen 14 und 30 Millionen Vögeln. Die Kolonie auf Spitzbergen wird auf 1 Million Vögel und die in Ostgrönland auf zwischen 100.000 und 1 Million Brutvögel geschätzt. Die Population im Bereich der russischen Arktis ist nicht bekannt, aber offenbar ist sie so groß wie die auf Grönland und Spitzbergen. Bestandstrends sind für diese Art nicht verfügbar.
Der Krabbentaucher wird häufig Opfer von Meeresverschmutzungen nach Öltankerhavarien. Die Überfischung der Meere hat aufgrund seiner Spezialisierung auf Krebstiere einen geringen Einfluss auf den Krabbentaucher.
Zu den wichtigsten Prädatoren adulter Krabbentaucher zählen der Polarfuchs und die Eismöwe. Gerfalken und Schneeeulen zählen ebenfalls zu den Prädatoren der ausgewachsenen Krabbentaucher, haben aber nicht die Bedeutung der beiden erstgenannten Arten. Polarfüchse fressen auch die Eier und Jungvögel der Krabbentaucher. Auf Franz-Josef-Land wurden auch Eisbären beobachtet, die Brutvögel aus ihren Brutnischen herausgruben.